# Carl Esser (Politiker)
Carl Esser (* 11. Oktober 1901 in Gelsenkirchen; † 8. Januar 1972 in Ostbevern) war ein deutscher Kommunalpolitiker und ehrenamtlicher Landrat (Zentrum).

## Leben und Beruf
Nach dem Schulbesuch absolvierte er ein Studium der Veterinärmedizin an den Universitäten München, Dresden und Hannover. Dem Studium schloss sich eine veterinärmedizinische Ausbildung in Schleswig-Holstein, in der Mark Brandenburg und in Westfalen sowie die Promotion an. Von 1927 bis 1972 war er Tierarzt in Ostbevern. Er war verheiratet und hatte neun Kinder.
Mitglied des Kreistages des damaligen Landkreises Warendorf war er von 1946 bis 1969. Vom 5. November 1948 bis zum 25. November 1952 war Esser Landrat des Kreises. Zeitweise war er Fraktionsvorsitzender des Zentrums im Kreistag. Bei der Bundestagswahl 1965 kandidierte er für die Christliche Volkspartei, einer vorübergehenden Fusion von Zentrum und Saarländischer Volkspartei, erfolglos auf der nordrhein-westfälischen Landesliste.
Esser war in verschiedenen Gremien des Landkreistages NW tätig. Von 1958 bis 1961 war er Präsident der Tierärztekammer Westfalen-Lippe.

## Sonstiges
Ihm wurde das Bundesverdienstkreuz I. Klasse verliehen.